# Humilhação

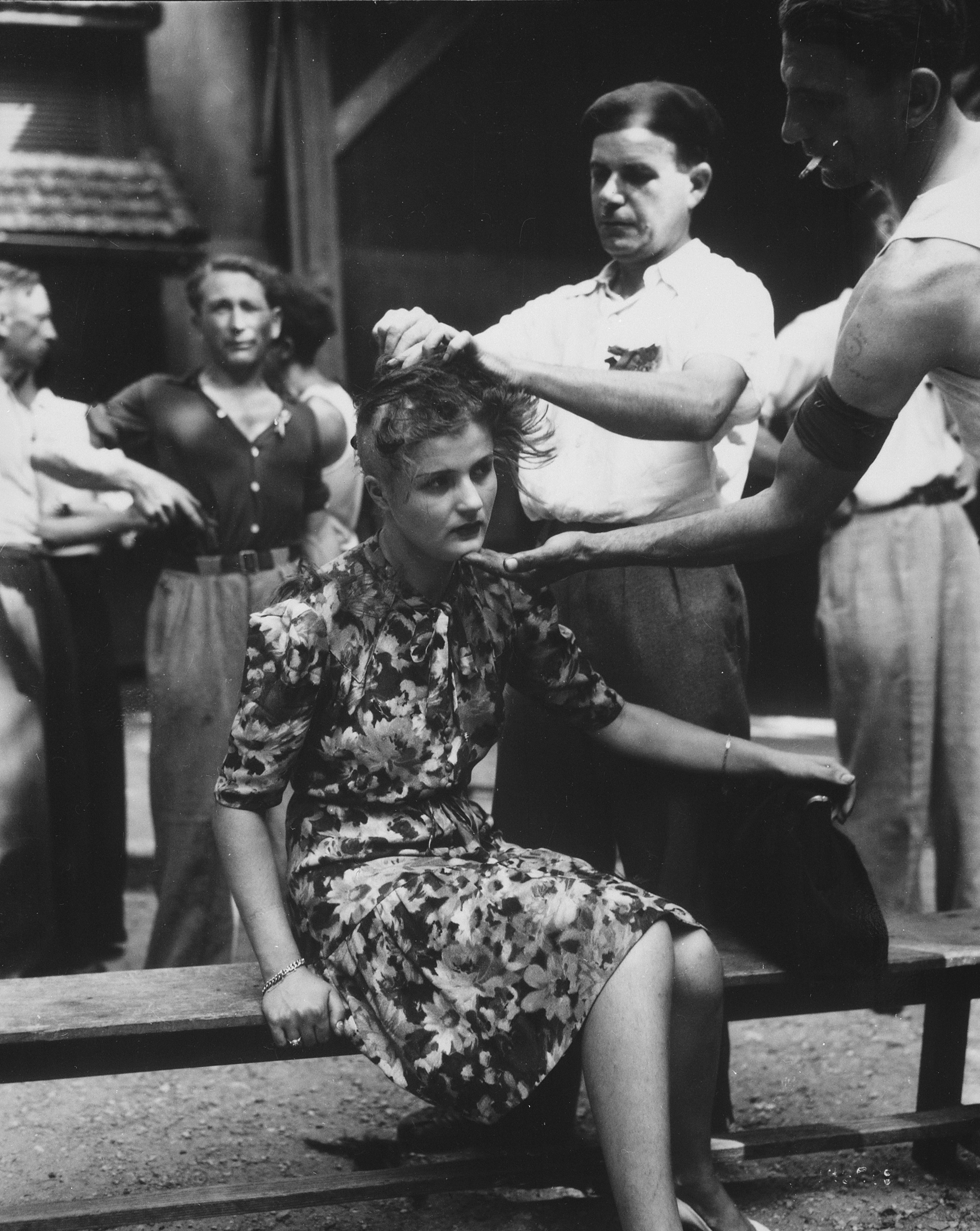
Foto de 1944 mostrando uma francesa tendo seu cabelo raspado como uma forma de punição e humilhação por ter tido um relacionamento pessoal com os invasores alemães durante a Ocupação da França pela Alemanha nazista

Humilhação é, literalmente, o ato de ser tornado humilhado ou seja alguém que se tornou humilhado perante outro ser de devida superioridade, logo, humilhação não é o mesmo que chamar o outro de menos esperto, por exemplo. Tem muito em comum com a emoção da vergonha. A humilhação não é, geralmente, uma experiência agradável, visto que costuma diminuir a autoestima da pessoa que sofreu a humilhação.

## Auto-humilhação
A auto-humilhação pode ser caracterizada pelo ato de auto-humilhar-se com atitudes, palavras ou ações. Pode-se considerar que uma pessoa que se autoflagela, por exemplo, está se auto-humilhando.